# Ribbingsholm

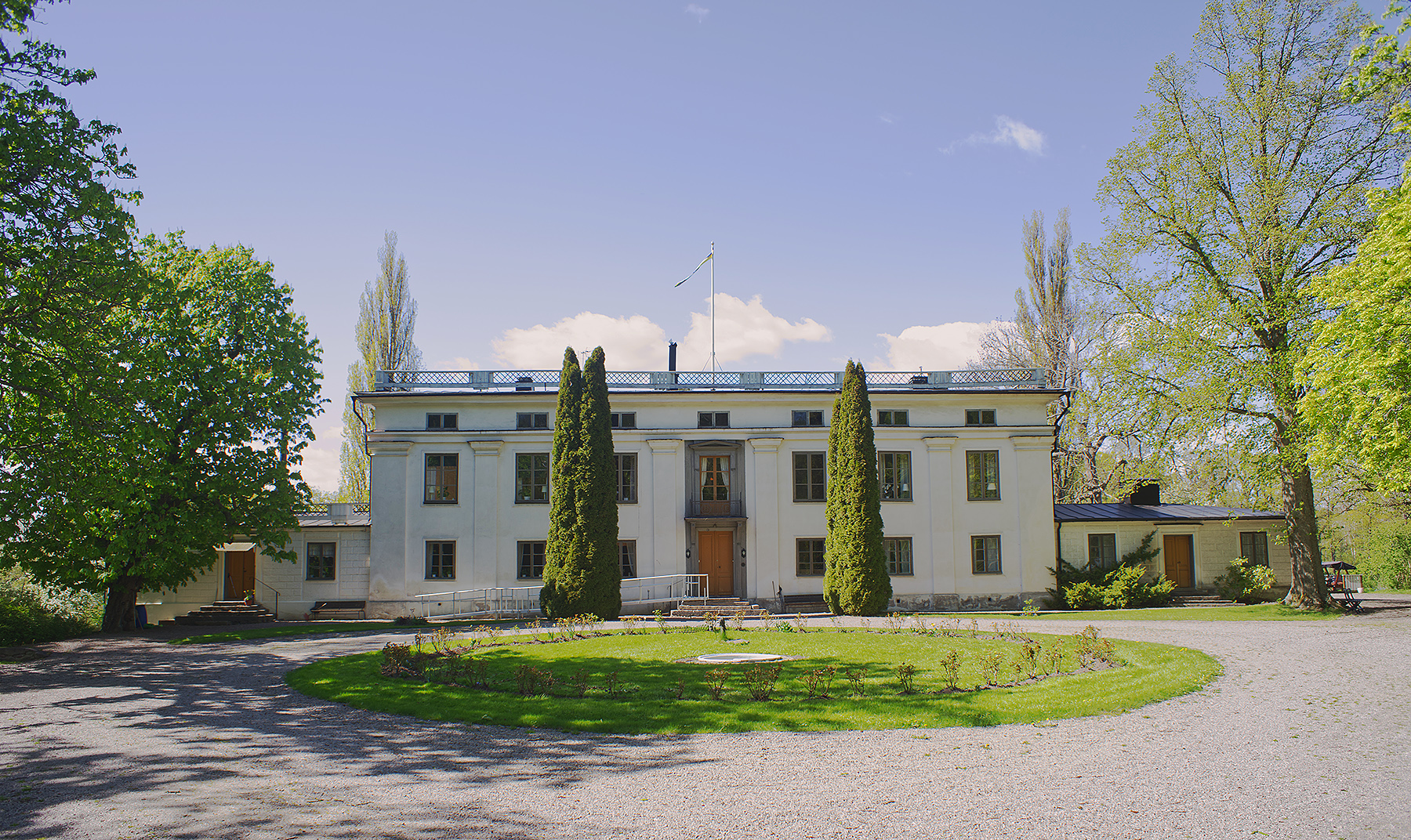
Ribbingsholm: Stora Huset

Ribbingsholm är en herrgård i Norrköpings kommun.
Ribbingsholm ligger vid Motala ströms utlopp i Glan. Gården, då kallad Hallestad, donerades 1668 till presidenten Johan Strömfelt. Den tillhörde därefter medlemmar av släkten Ribbing, efter vilken den fått sitt namn. 1806-1824 ägdes den av ett par grevar Spens. Då uppfördes nuvarande huvudbyggnaden i nyklassicistisk stil. Därefter tillhörde den grosshandlare Gustaf Godenius och dennes brorson, vars dotter Mathilda Sofia Zielfelt 1926 lämnade den i arv till sina sonsöner.